# Bekir İrtegün
Bekir İrtegün (* 20. April 1984 in Elazığ) ist ein türkischer Fußballspieler.

## Karriere

### Verein
Ende Oktober 2001 begann Bekir İrtegün seine Profi-Karriere bei Gaziantep Büyükşehir Belediyespor. Dort blieb er fast drei Monate und wechselte danach zum Lokalrivalen Gaziantepspor. Zur Saison 2002/03 ging Bekir İrtegün auf Leihbasis zu seiner ersten Profi-Station zu Gaziantep BB zurück. Nach der Leihe spielte er dann ununterbrochen für Gaziantepspor. Nach der Saison 2003/04 verlängerte er seinen Vertrag bei den Rot-Schwarzen um weitere fünf Jahre.
Zur Saison 2009/10 wechselte İrtegün ablösefrei zum Traditionsklub Fenerbahçe Istanbul. Er unterschrieb bei den Gelb-Dunkelblauen einen Vierjahresvertrag. Sein Tor-Debüt für Fenerbahçe feierte Bekir İrtegün am 31. Spieltag den 25. April 2010 gegen Kasımpaşa Istanbul. Er erzielte in der 76. Minute den 1:0-Sieg und verhalf seiner Mannschaft zur Tabellenführung. Trotz der vorherigen Tabellenführung verpasste Bekir İrtegün knapp mit seiner Mannschaft am letzten Spieltag die türkische Meisterschaft (2010).
Mit dem Vertragsende zum Sommer 2015 erhielt von Fenerbahçe keine Vertragsverlängerung und verließ daraufhin diesen Klub nach sechsjähriger Zugehörigkeit.
Zur Saison 2015/16 heuerte er beim Liga- und Stadtrivalen Istanbul Başakşehir an und unterschrieb hier einen Dreijahresvertrag mit der Option auf ein weiteres Jahr. İrtegüns noch bis 2018 gültiger Vertrag wurde überraschend in gegenseitigem Einvernehmen mit der Vereinsführung im Juli 2017 vorzeitig aufgelöst. Zuvor konnte İrtegün für das in Slowenien stattfindende Saisonvorbereitungscamp nicht das Land verlassen, weil sein Reisepass annulliert worden war. Nachher stellte sich heraus, dass İrtegüns Reisepass auf Verdacht der Mitgliedschaft an der Fethullahistischen Terrororganisation annulliert worden war, ihm deswegen am Istanbuler Atatürk-Flughafen die Ausreise verweigert und er kurzzeitig festgenommen wurde. Nach einer Befragung wurde er dann freigelassen.

### Nationalmannschaft
İrtegün durchlief die türkischen Jugendnationalmannschaften der U-15, U-16, U-19, U-20 und U-21. Gewann mit der Türkei-Mittelmeerauswahl die Silber-Medaille bei den Mittelmeerspielen 2005 in Almería, Spanien.
İrtegün wurde 2007 und 2009 insgesamt zwei Mal vom Nationaltrainer Fatih Terim in den Kader der Türkei. Allerdings saß er bei diesen Nominierungen auf der Ersatzbank und kam nicht zu seinem A-Länderspieldebüt. Terims Nachfolger Guus Hiddink verzichtete gänzlich auf eine Berufung İrtegüns. Erst mit dem Nationaltrainer Abdullah Avcı wurde İrtegün wieder für die Nationalmannschaft nominiert und gab am 26. Mai 2012 im Testspiel gegen die Finnische Nationalmannschaft sein A-Länderspieldebüt. Unter Avcı etablierte sich İrtegün anschließend in der A-Auswahl als Stammspieler und kam in acht weiterhin Spielen zum Einsatz.

## Erfolge

### Verein
Fenerbahçe Istanbul
- Türkischer-Supercup-Sieger: 2008/09 (ohne Einsatz), 2013/14
- Türkischer Meister: 2010/11, 2013/14
- Türkischer Pokalsieger: 2011/12, 2012/13

Istanbul Başakşehir
- Türkischer Vizemeister: 2016/17
- Viertplatzierter der Süper Lig: 2015/16
- Türkischer Pokalfinalist: 2016/17

### Nationalmannschaft
Olympiaauswahl
- Silber-Medaillegewinner bei den Mittelmeerspielen: 2005